# Objektivizmus
Az objektivizmus Ayn Rand oroszországi zsidó származású amerikai filozófus és írónő által alkotott átfogó gondolkodási rendszer. Az objektivizmus szerint a valóság az ember tudatától és akaratától függetlenül létezik, mint tárgyi feltétlen (objektív abszolútum). Az ember a tárgyi valóságot az érzékszerveivel észleli, észleleteit pedig az eszével azonosítja és rendszerezi (empirikus racionalitás, tudományos módszer). Az objektivizmus etikájának lényege az észszerű önmegvalósítás vagy értelmes önzés (racionális egoizmus), miszerint az ember önmagában vett cél, nem mások céljainak eszköze, végső értéke az élete, legfőbb célja saját hosszútávú boldogsága. Ezért az objektivista politika a teljesen szabad magántulajdonosi piacgazdaság (laissez-faire kapitalizmus) szószólója, ahol az állam csak az ember önvédelmének közege lehet, az egyéni jogok (élet, szabadság, tulajdon, boldogság keresése) védelmére: hadsereg, ami véd az idegen hódítóktól, rendőrség, ami véd a honi bűnözőktől és bírósági szervezet, ami biztosítja a viták békés rendezését. Jogfilozófiai alapelve az erőszak nemkezdeményezésének elve, miszerint erőszakot erkölcsileg helyesen és jogilag megengedhetően csak az önkényesen kezdeményezett erőszakkal szemben és megtorlásképpen lehet alkalmazni.
Az objektivizmus ismert követői közé tartozik Margaret Thatcher brit miniszterelnök (a „Vaslady”); Ronald Reagan amerikai elnök, a csillagháborús terv beterjesztője és Jimmy Wales, a Wikipédia alapítója.